# S bombou v kufru
S bombou v kufru je 11. díl seriálu Knight Rider – Legenda se vrací. Navazuje na díl Vážně nebezpečná rychlost. Mike musí zachránit velvyslankyni Olaru Kumali a dopadnout jejího únosce Christophera Stevense. Na konci epizody umírá Dr.Charles Graiman.

## Děj
Agentka Rivaiová je po výbuchu opuštěného cukrovaru těžce zraněná. Je převezena do nemocnice a operována. Zoe se v nemocnici setkává s jejím otcem, agentem CIA Lawrencem Rivaiem. Mike mezitím pokračuje rychlostí přes 100 mph směrem, kterým ho poslal Stevens. KITT zjistí, že cílem je sklad jaderného odpadu. Dr.Graiman mezitím přijde na to, že GPS neměří výšku a že je možné bombu převézt do letadla. V letadle pak KITT vymyslí řešení jak se hafniové bomby zbavit. Odvážný pilot Gus se z letadlem dostane do stratosféry a bomba exploduje aniž by způsobila škody. Mezitím Stevens připravuje větší bombu ve Phoenixu v továrně společnosti Valdor Chemicals. Požaduje 1 miliardu USD jako odškodné za to, že vláda nechtěla podpořit jeho laser. Jako akt pomsty odpálí bombu a způsobí největší katastrofu v dějinách Ameriky. Sarah a Mike vyskočí v KITTovi z letadla a chystají se Stevense dopadnout, což se jim nakonec povede. Na konci však KITT vyčerpanému parťákovi sděluje zprávu o smrti Dr. Graimana v letadle. Mike informuje Sarah, která zdrcená pláče v jeho náručí. KITT smutně konstatuje : "Sarah, náš otec je mrtvý !"

## Obsazení
- Yancey Arias – Alex Torres
- Bruce Davidson – dr. Charles Graiman
- Val Kilmer – hlas KITTa
- Smith Cho – Zoe Chae
- Deanna Russo – Sára Graiman
- Paul Campbell – Billy Morgan
- Sydney Tamiia Poitier – Carrie Rivai (agentka FBI)
- John M. Jackson – pilot Gus